# Nyssia aemula
Nyssia aemula är en fjärilsart som beskrevs av Bretschneider 1953. Nyssia aemula ingår i släktet Nyssia och familjen mätare. Inga underarter finns listade i Catalogue of Life.